# Kawsu L. Gibba
Kawsu L. Gibba (* im 20. Jahrhundert) ist ein gambischer Politiker.

## Leben
| Parlamentswahl | Stimmen    | Stimmanteil |
| -------------- | ---------- | ----------- |
| 1997           | 3.009      | 92,16 %     |
| 2002           | einstimmig | 100,00 %    |

Kawsu L. Gibba trat als Kandidat der Alliance for Patriotic Reorientation and Construction (APRC) bei den Parlamentswahlen in Gambia 1997 im Wahlkreis Foni Kansala an. Er konnte sich gegen seinen Gegenkandidaten Momodou L. Nyassi von der United Democratic Party (UDP) durchsetzen und erlangte einen Sitz in der Nationalversammlung. Bei den folgenden Wahlen 2002 trat Gibba erneut an. Mangels Gegenkandidaten behielt er seinen Sitz in der Nationalversammlung. Bei den Wahlen 2007 trat Gibba nicht an.
2012 wurde Gibba in die Judicial Service Commission berufen.